# 不動産適正取引推進機構
一般財団法人不動産適正取引推進機構（ふどうさんてきせいとりひきすいしんきこう、Real Estate Transaction Improvement Organization）は、不動産取引に関する紛争の未然防止などを行っている法人。略称はRETIO。元国土交通省所管。

## 概要
- 所在：東京都港区虎ノ門3丁目8番21号 第33森ビル3階
- 会長：中田裕康
- 理事長：青木由行
- 設立：1984年4月12日

## 事業
- 不動産取引紛争の未然防止および処理
都道府県や業界団体で手に負えなくなった紛争の処理を行っている（本機構に直接処理の依頼はできない）。
- 宅地建物取引士試験の事務を各都道府県知事から受託されている。